# Oxicodona
Oxicodona é um fármaco opioide analgésico potente, análogo semissintético da morfina, derivado da tebaína. É um agonista puro, com afinidade forte pelos receptores opioides mu. Sua potência é duas vezes superior à da morfina.
É um medicamento indicado no tratamento da dor de intensidade moderada a intensa, quando outros medicamentos analgésicos não se mostrarem suficientes. A oxicodona pode ser associado a analgésicos não opioides ou outras medicações adjuvantes, e é amplamente usada no tratamento da dor oncológica.
Foi sintetizada em 1916 na Alemanha por Martin Freund e Edmund Speyer e introduzida no mercado farmacêutico com a marca Eukodal® e Dinarkon®. Seu nome químico é derivado da codeína, pois as suas estructuras químicas são bastante semelhantes.
Em Portugal, encontra-se listado na Tabela I-A, restrito e sujeito a receita médica especial.
No Brasil, é uma medição controlada com receita branca em duas vias obrigatória (uma para o paciente, outra para retenção pela farmácia).

## Mecanismo de ação
Age por agonismo opioide. Atua nos receptores opioides tipo µ, kappa e delta, com efeito analgésico, ansiolítico e sedativo. Metaboliza-se em noroxicodona, oximorfona, noroximorfona e seus glucorunídeos.

## Efeitos adversos
Os efeitos adversos mais comuns são: obstipação (ou constipação) intestinal; náuseas; sonolência; vertigem; vómitos; prurido; dor de cabeça; secura na boca; suor excessivo; cansaço ocorre em aproximadamente 5% dos pacientes que utilizam o medicamento.
Algumas reações graves podem ocorrer como a apneia, depressão respiratória e circulatória, pressão baixa e choque.

## Dependência
Como toda a medicação opióide, a oxicodona pode causar dependência. Na comunidade médica, existe uma discussão sobre o uso da oxicodona e outras medicações opióides para tratamentos de condições dolorosas mais leves, havendo consenso quanto a seu uso sob supervisão médica em casos de dor severa não controlável por outros meios.

## Interações
- Fenotiazínicos[9]
- Outros opioides[9]
- Relaxantes musculares[9]
- Antidepressivos tricíclicos[6]
- Anestésicos[6]
- IMAO[6]
- Quinidina[6]
- Paroxetina[6]
- Fluoxetina[6]
- Cimetidina[6]

## Marcas
No Brasil, o fármaco pode ser encontrado em pelo menos três marcas:
- Oxypynal, de liberação prolongada, em doses de 10mg/20mg
- OxyContin, de liberação prolongada, em doses de 10mg/20mg/40mg
- Targin, de liberação prolongada em associação com naloxona, em doses de 5mg oxicodona+2,5mg de naloxona, 10mg oxicodona+5mg de naloxona,  20mg oxicodona+10mg de naloxona e 40mg oxicodona+20mg de naloxona.

## Uso na gravidez e lactação
O fármaco passa para o leite materno. O uso em grávidas não é realizado devido à probabilidade de depressão respiratória do neonato e interferência na contrabilidade do útero.

## Superdose
A superdose do fármaco pode induzir a uma depressão respiratória, sono, estado de coma e morte, especialmente quando associada com outros medicamentos, álcool ou outras drogas.
São antídotos: naloxona ou nalmofene. No Brasil, a naloxona injetável para reversão de overdose de opióides tem o nome comercial Narcan e está disponível apenas em ambiente hospitalar. Nos Estados Unidos a droga está amplamente disponível, sem necessidade de uma prescrição médica, como medida para diluir o número de mortes por overdose.
O uso indiscriminado da oxicodona está diretamente relacionado com a epidemia de opióides nos Estados Unidos da América que já levou a morte de mais de 500.000 pessoas nas duas últimas décadas.

## Oxycontin
A oxicodona foi comercializada nos EUA com o nome de Oxycontin pela Purdue Pharma, da milionária e famosa família Sackler conhecida por enormes doações para museus por todo o mundo.  A controversa fotógrafa Nan Goldin  criou o movimento P.A.I.N.  para responsabilizar e levar aos tribunais a família Sackler pelas mortes causadas pela epidemia causada pela venda deste terrível fármaco . Ao fim de 4 anos conseguiu que muitos museus por todo o mundo deixassem de aceitar doações desta família.

## Cultura e sociedade
A oxicodona vem sendo retrata em inúmeras produções culturais, especialmente a partir da epidemia de opióides desencadeada nos Estados Unidos da América após sua comercialização massiva. Entre essas produções se destacam:

### Ficção
- Dopesick, produzida pelo Hulu e lançada em 2021.
- Euphoria, produzida pela HBO, 2020-presente.
- Império da dor (Painkiller), produzida pela Netflix, 2023.
- Máfia da dor (Pain Hustlers), produzida pela Netflix, 2023.
- Class of '09 (Videogame), produzida por SBN3, 2021.

### Documentário
- Prescrição Fatal (The Pharmacist), produzida pela Netflix, 2020.

### Israel e Palestina
Em junho de 2025, as autoridades de Gaza descobriram comprimidos de oxicodona em sacos de farinha distribuídos por um centro de ajuda “israelense-americano”.
O farmacêutico palestino Omar Hamad descreveu a descoberta dos comprimidos como “a forma mais desprezível de genocídio”. Khalil Mazen Abu Nada, um médico palestino em Gaza, também postou sobre a droga no Facebook, descrevendo-a como um “meio de obliterar nossa consciência social”. O escritório de mídia do governo de Gaza disse que considera Israel “totalmente responsável por esse crime hediondo de espalhar o vício e destruir o tecido social palestino por dentro”.
A Gaza Humanitarian Foundation (GHF), a polêmica organização israelense-americana que opera pontos de ajuda em Gaza, foi amplamente condenada por organizações de direitos humanos por sua falta de transparência e responsabilidade. As autoridades de saúde de Gaza informaram que pelo menos 516 palestinos foram mortos pelas forças israelenses perto de locais de ajuda no último mês de operações da GHF.